# Сезона киша
Сезона киша или кишна сезона је доба године када падне највећи део просечних годишњих падавина у региону. Генерално сезона траје најмање месец дана. Израз зелена сезона се понекад користи и као еуфемизам од стране туристичких радника. Подручја са сезонама киша распрострањена су по деловима тропа и по деловима суптропске климе.
Према Климатској класификацији Копен, за тропску климу, месец са кишним сезонама се дефинише као месец у коме просечна количина падавина износи 60 мм или више. За разлику од климе у савани и областима са монсунима, медитеранска клима има влажне зиме и сушна лета. У неким областима са израженим кишним сезонама доћи ће до прекида падавина средином сезоне, када се зона интратропске конвергенције или монсунско корито премешта на веће географске ширине.
Када се кишна сезона деси током лета, падавине падају углавном касно поподне и рано увече. У кишној сезони побољшава се квалитет ваздуха, побољшава се квалитет свеже воде, а вегетација знатно расте, што доводи до сазревања усева на крају сезоне. Реке преплављују обале, а неке животиње се премештају на веће надморске висине. Храњиве материје у тлу се смањују, а ерозија се повећава. Учесталост маларије расте у областима у којима се сезона кише поклапа са високим температурама, посебно у тропским областима. Неке животиње имају стратегије прилагођавања и преживљавања за кишну сезону. Често претходна сушна сезона доводи до несташице хране у кишној сезони, јер усеви још нису сазрели.

## Карактер падавина
У подручјима где су обилне кише повезане са променом смера ветра, сезона киша је позната као монсун. Многе тропске и суптропске климе имају монсунске обилне кише. Падавине у сезони киша углавном настају због дневног загревања што доводи до грмљавина у оквиру већ постојеће влажне ваздушне масе, тако да киша углавном пада касно поподне и рано увече у регионима саване и монсуна. Даље, велики део укупне кише сваког дана јавља се у првим минутама пљускова, пре него што олује прерасту у своју стратиформну фазу. Већина места има само једну кишну сезону, али подручја у тропима могу имати и две кишне сезоне, јер монсунско корито или зона интратропске конвергенције могу два пута годишње прелазити преко локација у тропима.

## Подручја која су погођена
Подручја у региону саване у потсахарској Африци, као што су Гана, Буркина Фасо, Дарфур, Еритреја, Етиопија, и Боцвана имају изразиту кишну сезону. Такође суптропска подручја попут Флориде, јужног и југоисточног Тексаса и јужне Луизијане имају кишну сезону. Монсунске регије обухватају индијски потконтинент, југоисточну Азију (укључујући Индонезију и Филипине), северне делове севера Аустралије, Полинезију, централну Америку, западни и јужни Мексико, пустињски југозапад Сједињених Држава, јужну Гвајану, делове североистока Бразила.
Северна Гвајана има две кишне сезоне: једна је у рано пролеће, а друга у рану зиму. У јужним деловима западне Африке постоје две кишне сезоне, али само једна у северним деловима. У оквиру медитеранске климе, западна обала Сједињених Држава и медитеранска обала Италије, Грчке, и Турске имају кишну сезону у зимским месецима. Слично томе, сезона киша у израелској пустињи Негев траје од октобра до маја. На граници медитеранског и монсунског поднебља налази се Сонорска пустиња, која има две кишне сезоне повезане са сваком врстом климе.
Сезона киша је позната по многим локалним називима широм света. На пример, у Мексику је позната као „сезона олује“. Абориџинска племена Северне Аустралије разним кратким „сезонама“ у току године дају различита имена: кишна сезона која тамо обично траје од децембра до марта зове се Гудјевг. Прецизно значење те речи је спорно, мада је опште прихваћено да се односи на јаке грмљавинске олује, поплаве и обилни раст вегетације који се у то време обично дешава.

## Ефекти
У тропским областима, када стигне монсун, високе дневне температуре падају, а ноћне ниске температуре расту, чиме се смањује варирање дневне температуре.  Током сезоне киша комбинација обилних киша и, на неким местима као што је Хонгконг, обалног ветра, побољшавају квалитет ваздуха. У Бразилу је кишна сезона повезана са слабијим пасатима са океана. Ниво ПХ вредности воде постаје уравнотеженији због пуњења локалних издана током сезоне киша. Вода такође омекшава, јер се концентрација растворљивих материја смањује током кишне сезоне. Ерозија се такође повећава током овог периода. Потоци који су суви током другог доба године испуњавају се кишницом, и у неким случајевима буду дубоки и до 3 м. Испирање тла током периода обилних киша троши храњиве састојке. Веће отицање са копнене масе утиче на оближња океанска подручја која су више слојевита или мање мешовита, због јачих површинских струја изазваних великим кишним отицањем.

## Поплаве
Обилне падавине могу проузроковати обилне поплаве, што може довести до клизишта и вечих блатњавих делова у планинским подручјима. Такве поплаве доводе до тога да се реке излију и поплаве околне куће. Индијска река Гагар-Хакар, која тече само у сезони монсуна, може да поплави и озбиљно оштети локалне усеве. Поплаве могу бити погоршане пожарима који су се догодили током претходне сушне сезоне, и који узрокују да тла која су пешчана или састављена од иловаче постану хидрофобна или водоотпорна. На разне начине владе могу помоћи становништву да се носи са поплавама током кишне сезоне.

## Животне адаптације

### Људи
Сезона киша је главни период раста вегетације у региону саване. Међутим, то такође значи да у кишној сезони влада несташица хране пре него што усеви достигну своју пуну зрелост. Ово изазива сезонске промене тежине код људи у земљама у развоју. До губитка тежине долази пре прве жетве током кишне сезоне. После жетве долази до увећања телесне тежине. Обољевање од маларије расте током периода високих температура и обилних киша.

### Животиње
Краве се теле на почетку кишне сезоне. Почетак сезоне киша најављује одлазак лептира монарха из Мексика. Тропске врсте лептира показују веће тачкасте ознаке на крилима како би одбиле могуће предаторе и активније су током сезоне киша него у сушном периоду. У тропском и топлијем суптропском подручју, смањена сланост влажних подручја у близини обале услед кише узрокује пораст гнежђења крокодила. Остале врсте, као што је жаба аројо, рађају се у року од неколико месеци након сезоне киша. Армадило и звечке трагају за већим надморским висинама.